# L'Île aux baleines
Pour plus de détails, voir Fiche technique et Distribution.
L'Île aux baleines (When the Whales Came) est un film britannique réalisé par Clive Rees, sorti en 1989.

## Synopsis
L'action se déroule sur une île au large des Cornouailles pendant la Première Guerre mondiale. Gracie Jenkins et Daniel Pender, deux jeunes enfants, se lient d'amitié avec « l'homme aux oiseaux », un ermite excentrique et sourd. Celui-ci leur demande leur aide pour empêcher les habitants de l'île de massacrer des narvals qui vont venir s'échouer sur le rivage.

## Fiche technique
- Réalisation : Clive Rees
- Scénario : Michael Morpurgo, d'après son roman Why the Whales Came
- Photographie : Robert Paynter
- Montage : Andrew Boulton
- Musique : Christopher Gunning
- Société de production : Golden Swan
- Pays d'origine :  Royaume-Uni
- Langue originale : anglais
- Genre : drame
- Durée : 100 minutes
- Dates de sortie : 
  -  Royaume-Uni : 22 août 1989 (Festival international du film d'Édimbourg)

## Distribution
- Paul Scofield : l'homme aux oiseaux
- David Threlfall : Jack Jenkins
- Helen Mirren : Clemmie Jenkins
- Helen Pearce : Gracie Jenkins
- Max Rennie : Daniel Pender
- Jeremy Kemp : Mr. Wellbeloved
- John Hallam : Treve Pender
- Barbara Ewing : Mary Pender
- Dexter Fletcher : Big Tim
- Barbara Jefford : Tante Mildred
- David Suchet : Will

## Accueil
Le film obtient 60 % de critiques positives, avec une note moyenne de 5,4/10 et sur la base de 5 critiques collectées, sur le site Rotten Tomatoes.
Lors des Young Artist Awards 1990, le film a remporté trois récompenses : meilleur film étranger, meilleure jeune actrice dans un film étranger (Helen Pearce) et meilleur jeune acteur dans un film étranger (Max Rennie).